# Rhinanthus minor
La cresta di gallo minore (nome scientifico Rhinanthus minor L., 1756) è una pianta erbacea dai delicati fiori gialli, appartenente alla famiglia delle Orobanchaceae.

## Etimologia
Il nome del genere (Rhinanthus) è stato assegnato dal biologo e scrittore svedese Carl von Linné (Rashult, 23 maggio 1707 – Uppsala, 10 gennaio 1778) nel 1737, accostando due termini greci: rhin o rhinòs (= naso) e ànthos (= fiore) e fa riferimento alla particolare forma del fiore (fiore nasuto). Il nome comune (cresta di gallo minore) fa riferimento ad una certa somiglianza che il fiore presenta con la testa del gallo, in particolare le brattee seghettate ricordano la cresta del pennuto; mentre L'epiteto specifico minor (= più piccolo, minore) fa riferimento alle dimensioni della pianta.
Il binomio scientifico della pianta di questa voce è stato proposto da Carl von Linné (1707 – 1778) biologo e scrittore svedese, considerato il padre della moderna classificazione scientifica degli organismi viventi, nella pubblicazione "Amoenitates Academici seu dissertationes variae physicae, medicae... - 3: 54. 1756" del 1756.

## Descrizione

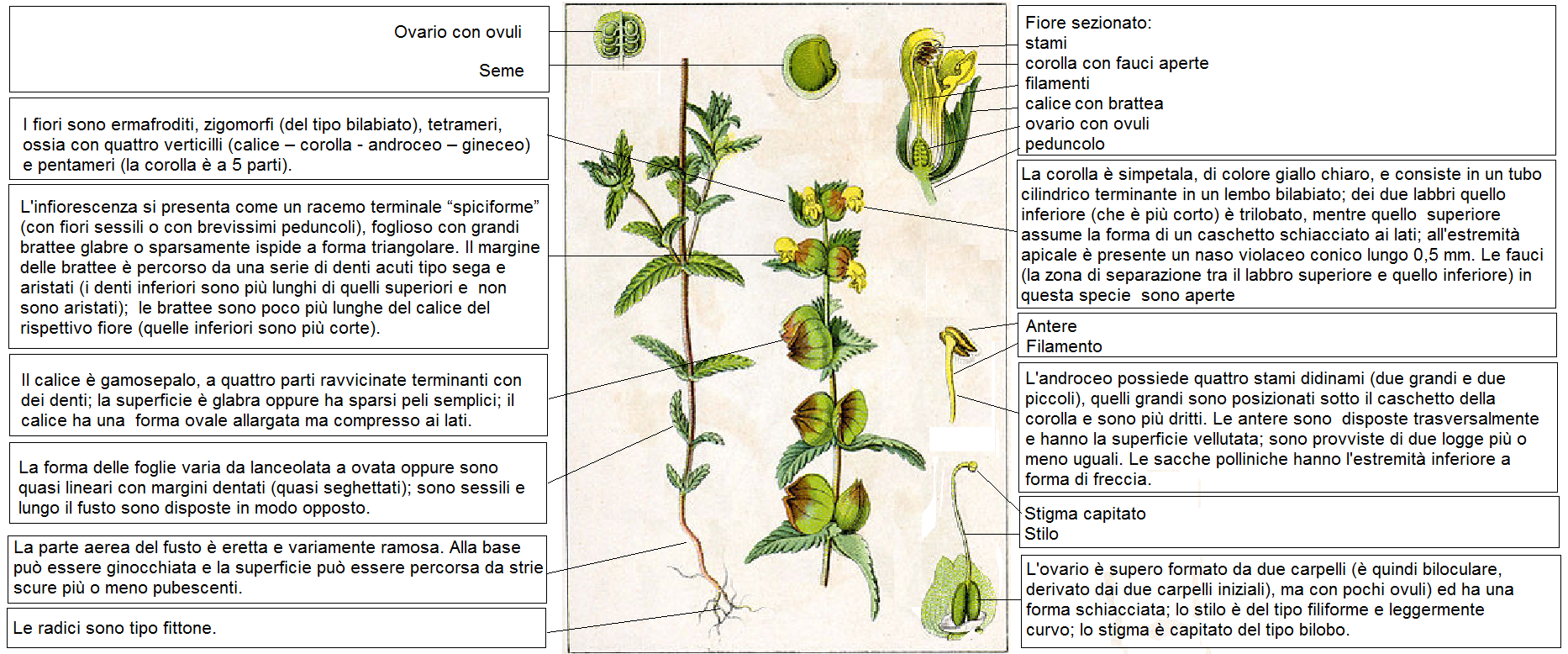
Descrizione delle parti della pianta

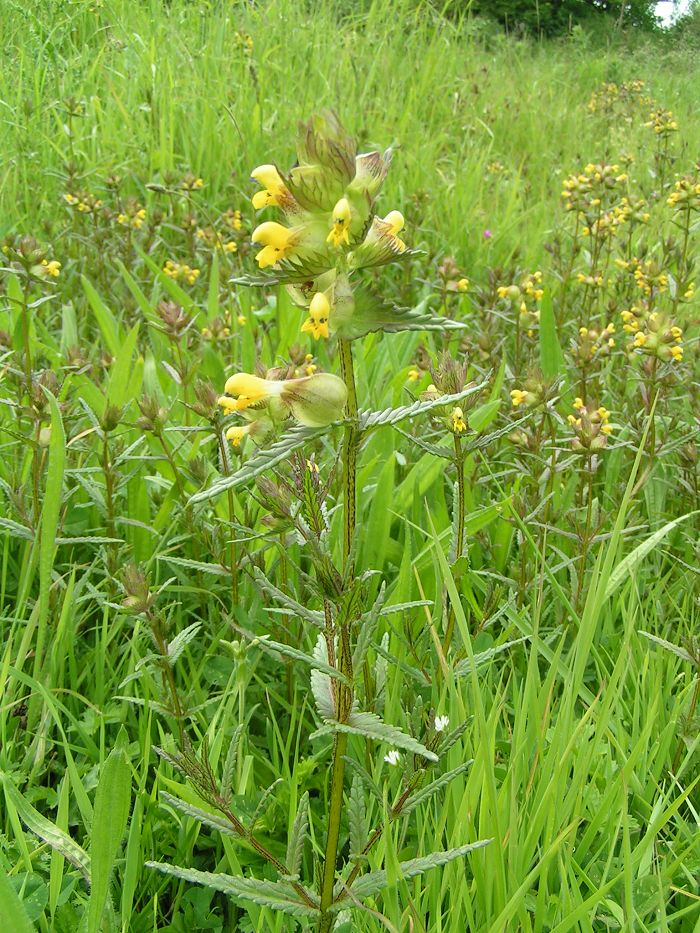
Il portamento

L'altezza media di queste piante varia da 8 a 30 cm. La forma biologica è terofita scaposa (T scap), sono piante erbacee che differiscono dalle altre forme biologiche poiché, essendo annuali, superano la stagione avversa sotto forma di seme, sono inoltre munite di asse fiorale eretto con poche foglie. Sono inoltre piante semiparassite (ossia contengono ancora clorofilla) e sono provviste di uno o più austori connessi alle radici ospiti per ricavare sostanze nutritive.

### Radici
Le radici sono tipo fittone.

### Fusto
La parte aerea del fusto è eretta e variamente ramosa. Alla base può essere ginocchiata e la superficie può essere percorsa da strie scure più o meno pubescenti.

### Foglie

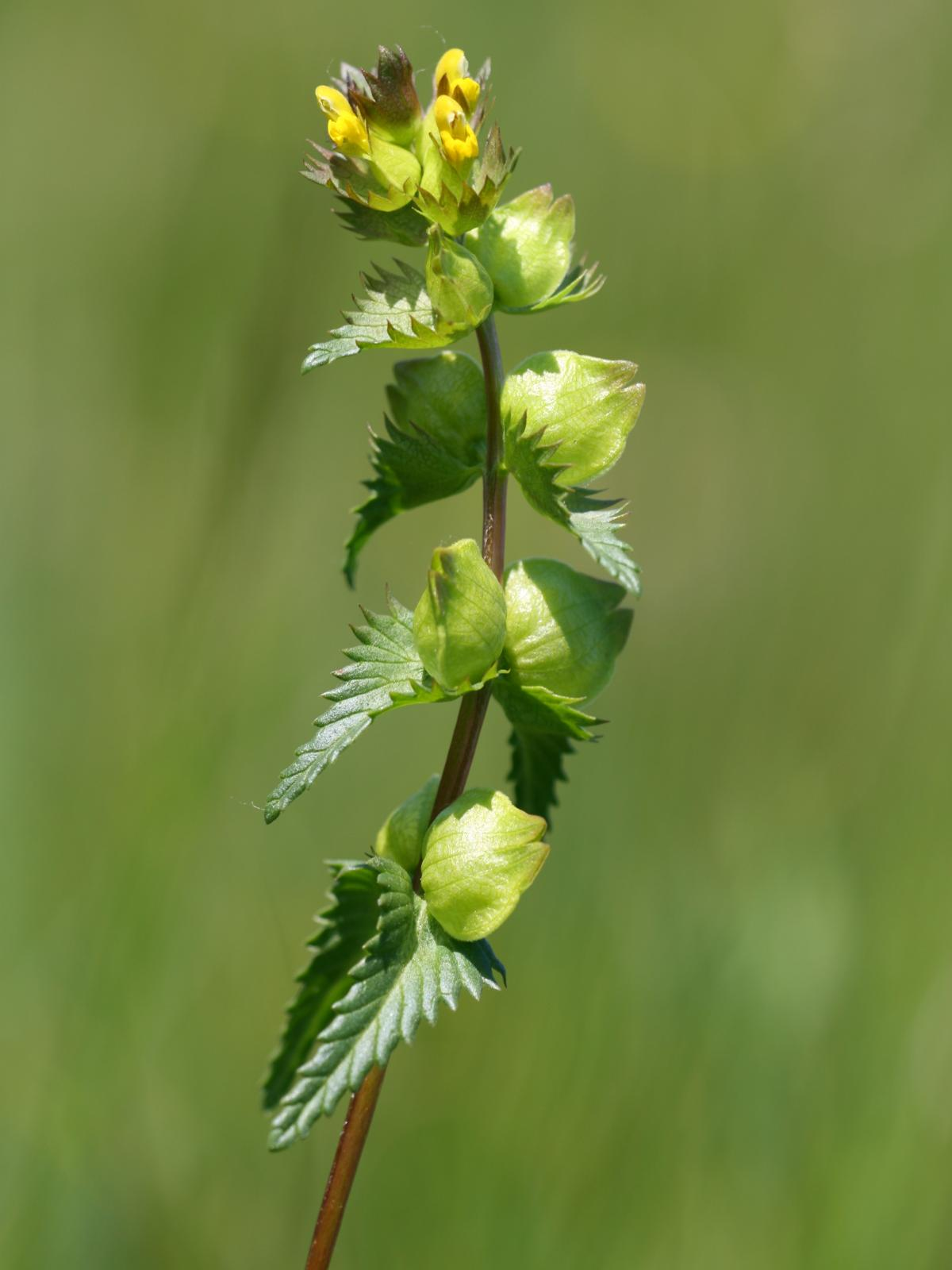
Le foglie

La forma delle foglie varia da lanceolata a ovata oppure sono quasi lineari con margini dentati (quasi seghettati); sono sessili e lungo il fusto sono disposte in modo opposto. Dimensioni medie delle foglie tipo lanceolato: larghezza 7 – 15 mm; lunghezza 20 – 40 mm. Dimensioni medie delle foglie tipo ovato: larghezza 15 mm; lunghezza 25 mm. Dimensioni medie delle foglie tipo lineare: larghezza 3 mm; lunghezza 24 mm.

### Infiorescenza

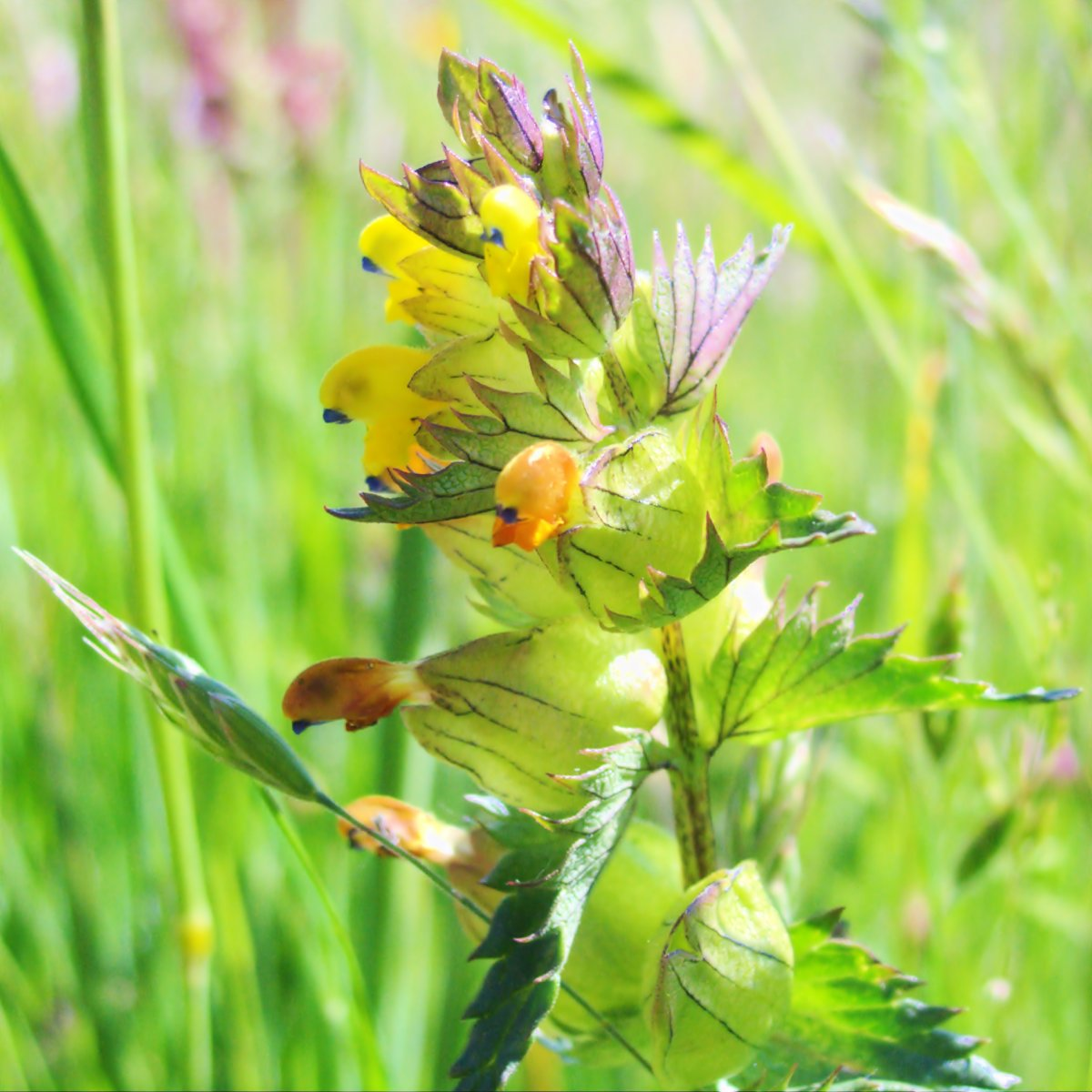
Infiorescenza

L'infiorescenza si presenta come un racemo terminale “spiciforme” (con fiori sessili o con brevissimi peduncoli), foglioso con grandi brattee glabre o sparsamente ispide a forma triangolare. Il margine delle brattee è percorso da una serie di denti acuti tipo sega e aristati (i denti inferiori sono più lunghi di quelli superiori e non sono aristati); le brattee sono poco più lunghe del calice del rispettivo fiore (quelle inferiori sono più corte). I fiori all'antesi sono contigui, mentre alla fruttificazione quelli inferiori sono più spaziati. Lunghezza del peduncolo: 1 – 2 mm. Lunghezza delle brattee: 10 – 20 mm.

### Fiore
I fiori sono ermafroditi, zigomorfi (del tipo bilabiato), tetrameri, ossia con quattro verticilli (calice – corolla - androceo – gineceo) e pentameri (la corolla è a 5 parti). Lunghezza totale del fiore: 13 – 15 mm.
- Formula fiorale: per questa pianta viene indicata la seguente formula fiorale:

X, K (4), [C (2+3), A 2+2], G (2), (supero), capsula
- Calice: il calice è gamosepalo, a quattro parti ravvicinate terminanti con dei denti; la superficie è glabra oppure ha sparsi peli semplici; il calice ha una forma ovale allargata ma compresso ai lati. Dimensione del calice: larghezza 6 mm; lunghezza 7 – 8 mm. Lunghezza dei denti: 2 mm.
- Corolla: la corolla è simpetala, di colore giallo chiaro, e consiste in un tubo cilindrico terminante in un lembo bilabiato; dei due labbri quello inferiore (che è più corto) è trilobato, mentre quello superiore assume la forma di un caschetto schiacciato ai lati; all'estremità apicale è presente un naso violaceo conico lungo 0,5 mm. Le fauci (la zona di separazione tra il labbro superiore e quello inferiore) in questa specie sono aperte (corolla di tipo “anectolema” - vedi immagine più sotto). Dimensione della corolla : 13 – 15 mm.
- Androceo: l'androceo possiede quattro stami didinami (due grandi e due piccoli), quelli grandi sono posizionati sotto il caschetto della corolla e sono più dritti. Le antere sono disposte trasversalmente e hanno la superficie vellutata; sono provviste di due logge più o meno uguali. Le sacche polliniche hanno l'estremità inferiore a forma di freccia.[9]
- Gineceo: l'ovario è supero formato da due carpelli (è quindi biloculare, derivato dai due carpelli iniziali), ma con pochi ovuli) ed ha una forma schiacciata; lo stilo è del tipo filiforme e leggermente curvo; lo stigma è capitato del tipo bilobo.
- Fioritura: da maggio a settembre.

### Frutti

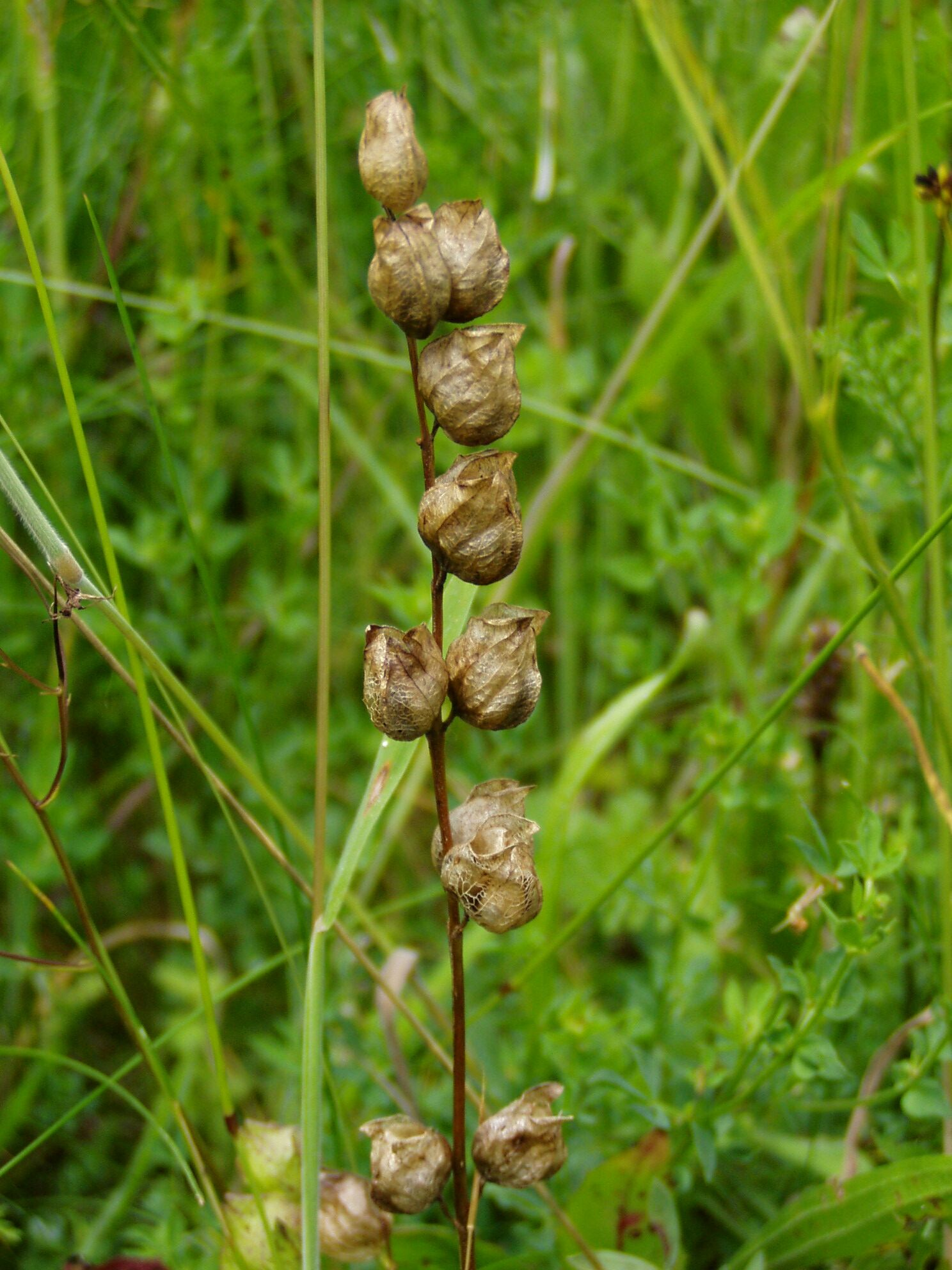
I frutti

Il frutto è contenuto nel calice (persistente e accrescente) ed ha la struttura di una capsula mucronata a deiscenza variabile e con superficie glabra. La forma è arrotondata ma appiattita ai lati. Nel suo interno sono presenti delle logge che si aprono tramite due valve. Nelle logge sono contenuti i semi reniformi provvisti di endosperma, abbastanza grandi ma compressi quasi discoidali e circondati da un'ala traslucida. Diametro dei semi: 3 – 4 mm.

## Riproduzione
- Impollinazione: l'impollinazione avviene tramite insetti (impollinazione entomogama).
- Riproduzione: la fecondazione avviene fondamentalmente tramite l'impollinazione dei fiori (vedi sopra).
- Dispersione: i semi cadendo a terra sono successivamente dispersi soprattutto da insetti tipo formiche (disseminazione mirmecoria).

In queste piante il semiparassitismo è tale per cui anche i semi per germogliare hanno bisogno della presenza delle radici della pianta ospite; altrimenti le giovani piantine sono destinate ad una precoce degenerazione.

## Distribuzione e habitat

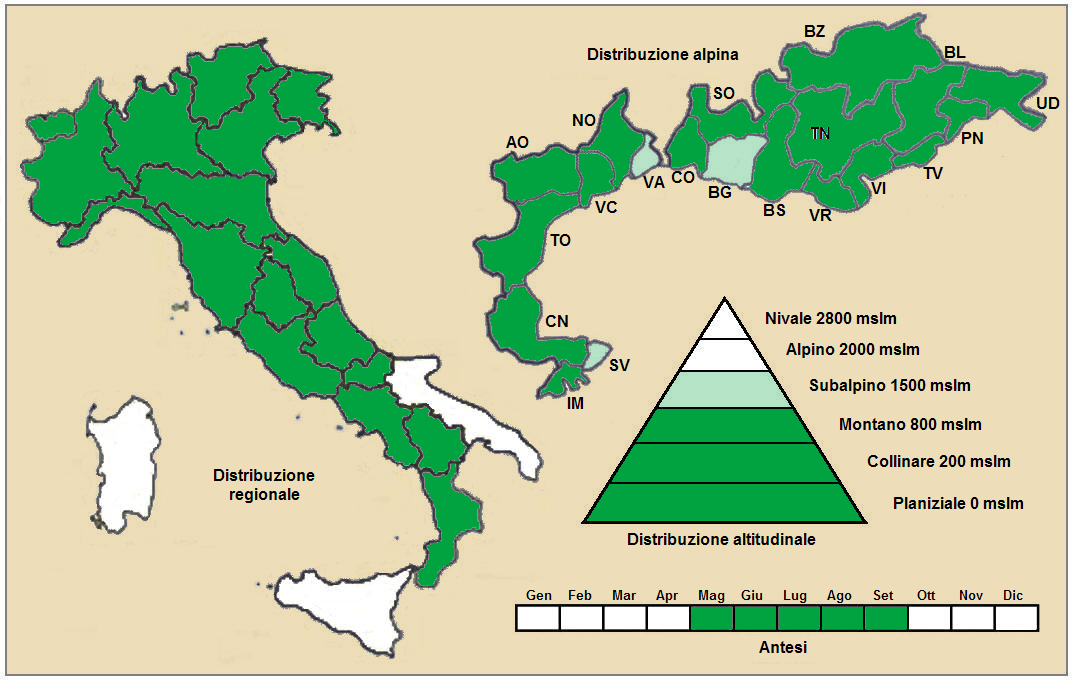
Distribuzione della pianta
(Distribuzione regionale – Distribuzione alpina)

- Geoelemento: il tipo corologico (area di origine) è Circumboreale - Euro-Americano (Anfiatlantica) o anche Eurosiberiano.
- Distribuzione: in Italia è rara ed è presente su tutto il territorio continentale. Nelle Alpi è presente ovunque. Sugli altri rilievi europei collegati alle Alpi si trova nella Foresta Nera, Vosgi, Massiccio del Giura, Massiccio Centrale, Pirenei, Alpi Dinariche, Monti Balcani e Carpazi.[12] Nel resto dell'Europa è presente ovunque.
- Habitat: l'habitat tipico per questa specie sono i prati umidi. Il substrato preferito è calcareo ma anche siliceo con pH neutro, bassi valori nutrizionali del terreno che deve essere mediamente umido.[12]
- Distribuzione altitudinale: sui rilievi queste piante si possono trovare fino a 1600 m s.l.m.; frequentano quindi i seguenti piani vegetazionali: collinare, montano e subalpino (oltre a quello planiziale – a livello del mare).

### Fitosociologia
Dal punto di vista fitosociologico Rhinanthus minor appartiene alla seguente comunità vegetale:
Formazione : delle comunità delle macro- e megaforbie terrestri
Classe : Molinio-Arrhenatheretea

## Tassonomia
La famiglia di appartenenza della specie (Orobanchaceae) comprende soprattutto piante erbacee perenni e annuali semiparassite (ossia contengono ancora clorofilla a parte qualche genere completamente parassita) con uno o più austori connessi alle radici ospiti. È una famiglia abbastanza numerosa con circa 60 - 90 generi e oltre 1700 - 2000 specie (il numero dei generi e delle specie dipende dai vari metodi di classificazione) distribuiti in tutti i continenti. Il genere Rhinanthus comprende circa 30-40 specie distribuite in Europa, Asia settentrionale e Nord America, con la maggiore diversità di specie (circa 30 specie) in Europa, di cui almeno 17 sono presenti nella flora spontanea italiana.

### Filogenesi
La classificazione tassonomica del Rhinanthus minor è in via di definizione in quanto fino a poco tempo fa il suo genere apparteneva alla famiglia delle Scrophulariaceae (secondo la classificazione ormai classica di Cronquist), mentre ora con i nuovi sistemi di classificazione filogenetica (classificazione APG) è stata assegnata alla famiglia delle Orobanchaceae; anche i livelli superiori sono cambiati (vedi box tassonomico in alto a destra).
Il numero cromosomico di R. minor è: 2n = 14.

### Variabilità

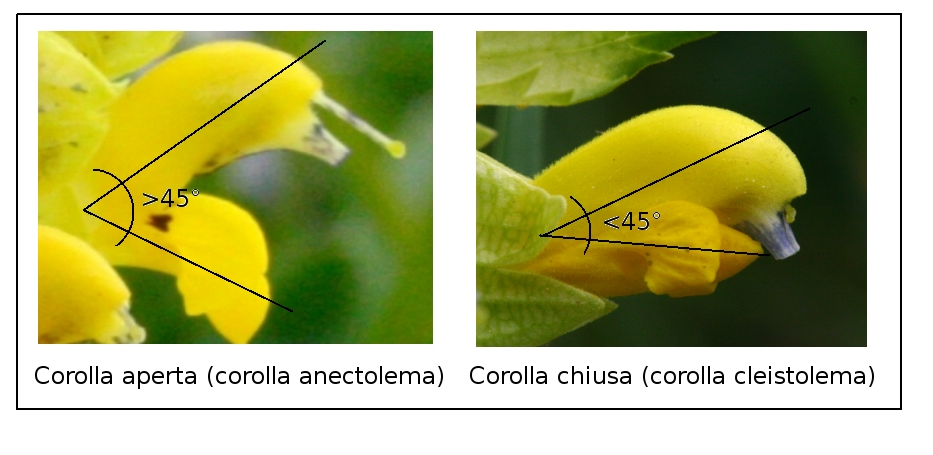
Diversi tipi di corolla

Rhinanthus minor è a capo del Gruppo di Rhinanthus minor. Si tratta di un gruppo di specie molto simili tra di loro le cui caratteristiche principali sono: la corolla ha un naso corollino breve e arrotondato e (in prospettiva laterale) ha la forma di un semicerchio.
Il gruppo si compone delle seguenti specie:
- Rhinanthus minor L.: la corolla è del tipo anectolema (= fauci aperte).
- Rhinanthus personatus (Beherend) Bég: la corolla è del tipo cleistolema (= fauci chiuse).

La corolla in questo genere di fiori è di due tipi:
- corolla anectolema (= corolla a fauci aperte): le labbra divergono fra loro da 45°a 90°; il naso è rivolto in avanti e il tubo corollino è ricurvo.
- corolla cleistolema (= corolla a fauci chiuse): le labbra sono quasi parallele; il naso è rivolto in basso e il tubo corollino è quasi diritto.

### Sinonimi
Questa entità ha avuto nel tempo diverse nomenclature. L'elenco seguente indica alcuni tra i sinonimi più frequenti:
- Alectorolophus borealis Sterneck
- Alectorolophus crista-galli (L.) M. Bieb.
- Alectorolophus drummond-hayi (F. B. White) Sterneck
- Alectorolophus groenlandicus var. drummond-hayi  (F.B.White) Ostenf.
- Alectorolophus minor  (L.) Dumort.
- Alectorolophus minor  (L.) Wimm. & Grab.
- Alectorolophus monticola Sterneck
- Alectorolophus parviflorus Wallr.
- Alectorolophus personatus  Behrendsen & Sterneck
- Alectorolophus rusticulus  Sterneck
- Alectorolophus stenophyllus (Schur) Sterneck
- Rhinanthus balticus U. Schneid.
- Rhinanthus borealis  (Sterneck) Chabert
- Rhinanthus borealis  (Sterneck) Druce
- Rhinanthus crista-galli var. drummond-hayi  F.B.White
- Rhinanthus crista-galli var. crista-galli
- Rhinanthus hercynicus O. Schwarz
- Rhinanthus minor subsp. balticus U. Schneid.
- Rhinanthus minor subsp. borealis  (Sterneck) Á. Löve
- Rhinanthus minor subsp. elatior (Schur) O. Schwarz
- Rhinanthus minor subsp. hercynicus O. Schwarz
- Rhinanthus minor subsp. monticola (Sterneck) O. Schwarz
- Rhinanthus minor subsp. rusticulus  O. Schwarz
- Rhinanthus minor subsp. stenophyllus  O. Schwarz
- Rhinanthus minor var. balticus (U. Schneid.) Hartl
- Rhinanthus minor var. elatior  Schur
- Rhinanthus minor var. hercynicus (O. Schwarz) Hartl
- Rhinanthus minor var. rusticulus Chabert
- Rhinanthus minor var. stenophyllus  Schur
- Rhinanthus nigricans  Meinsh.
- Rhinanthus personatus  Bég.
- Rhinanthus rusticulus  (Sterneck) Druce
- Rhinanthus stenophyllus  (Schur) Schinz & Thell.

## Altre notizie
La cresta di gallo minore in altre lingue è chiamata nei seguenti modi:
- (DE)  Kleiner Klappertopf
- (FR)  Petit rhinanthe
- (EN)  Yellow-rattle